# Capelinhos
De Capelinhos (van het eilanddistrict Capelo en inhos, letterlijk kleine Capelo) is een stratovulkaan op het westelijke deel van het eiland Faial, Azoren, Portugal.
De krater van de vulkaan is twee kilometer breed en 500 meter diep. De laatste maal dat de Capelinhos uitbarstte was in 1957 en 1958. Opvallend is dat door deze uitbarstingen het westelijke deel van het eiland vergroot werd. De vuurtoren die eerst aan de westkust stond, stond na de eruptie tegen een berg aan.